# Battal Durusel
Battal Durusel (Istanbul, 3 luglio 1945 – 8 agosto 2018) è stato un cestista turco.

## Carriera
Con la Turchia ha disputato tre edizioni dei Campionati europei (1971, 1973, 1975).

## Palmarès
- Campionato turco: 1

Beşiktaş: 1974-75